# Замок Понтефракт

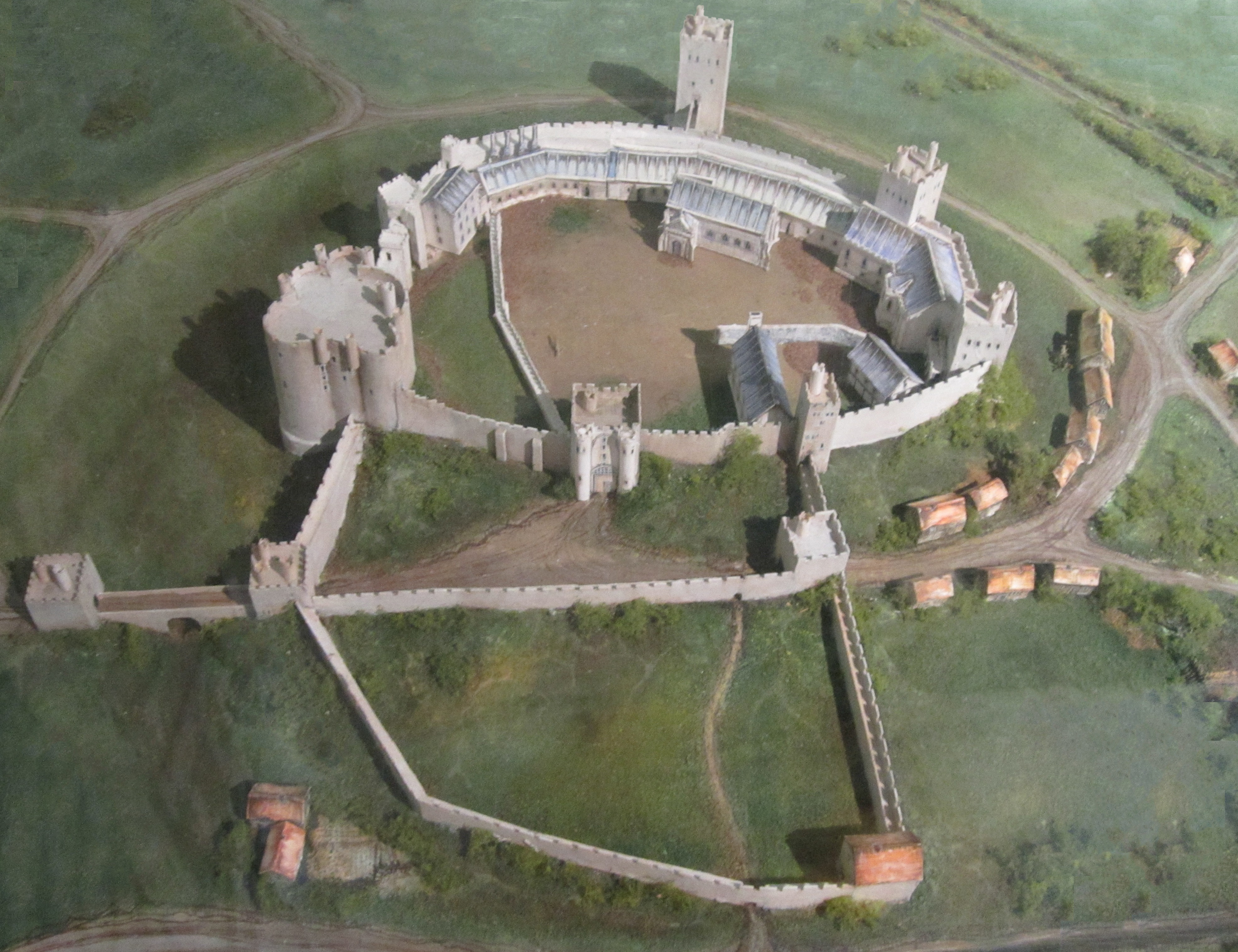
Реконструкция (модель) замка.

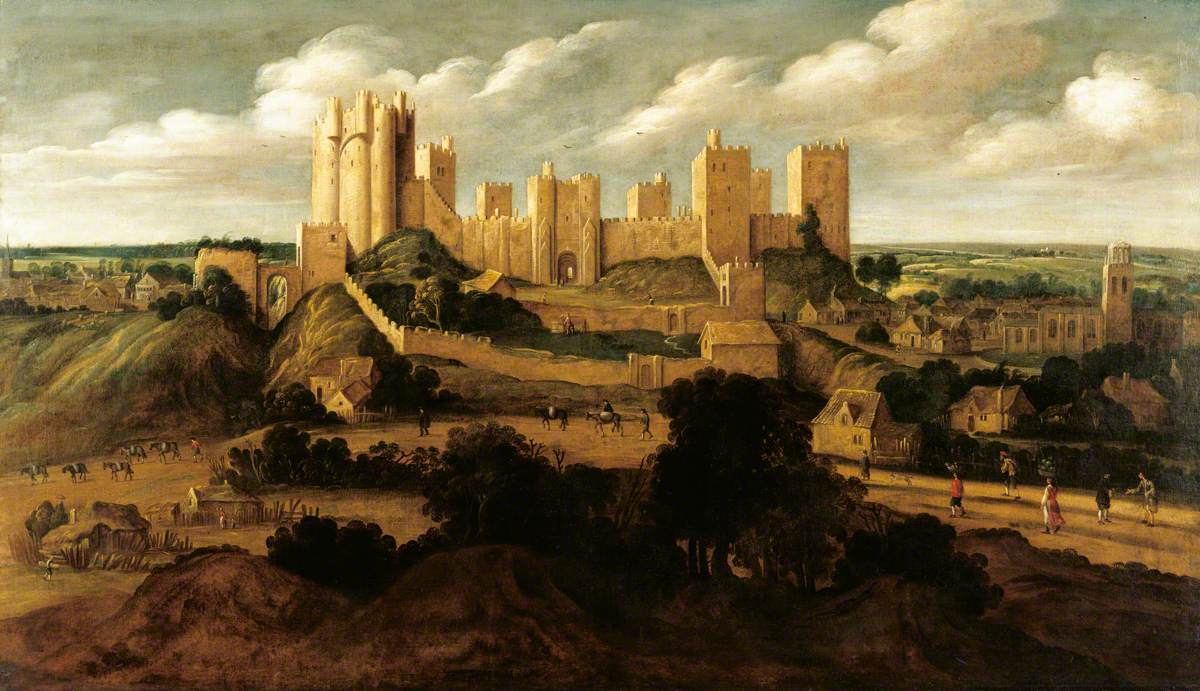
Замок Понтефракт. Худ. Александр Кейринкс, 1641 г.

Замок Понтефракт (англ. Pontefract Castle), иногда ошибочно замок Понтекрафт — средневековый замок, расположенный у одноимённого города в графстве Уэст-Йоркшир, Англия. Является местом смерти короля Ричарда II.

## История
Замок был построен приблизительно в 1070 году для графа Ильбе де Ласси на земле, дарованной ему королём Вильгельмом I Завоевателем в качестве награды за его поддержку во время Нормандского завоевания Англии. Первоначально замок был деревянным, но с течением времени он стал полностью каменным.
В начале XII века Генрих I конфисковал замок у Роберта де Ласси, поскольку последний не поддержал короля во время борьбы за власть. Но до начала XIV века род де Ласси продолжал проживать в Понтефракте, при них в замке был сооружён донжон.
В 1311 году замок перешёл во владение Ланкастеров. 22 марта 1322 года Томас Плантагенет, 2-й граф Ланкастер, по приказу Эдуарда II, был обезглавлен на территории замка через шесть дней после поражения в битве при Боробридже. Позже граф был объявлен мучеником, а его могила в монастыре Понтефракта признана святыней. Поблизости от замка располагалась деревня Уэйкфилд, где, согласно гипотезе некоторых историков, родился исторический прототип Робина Гуда — йомен Роберт Ход, ушедший в соседний Барнсдейлский лес после казни своего сюзерена графа Ланкастера. Во второй половине XIV века Джон Гонт, сын Эдуарда III, настолько полюбил замок, что сделал его своей личной резиденцией, тратя огромные суммы на его улучшение.
В 1400 году в одной из башен Понтефракта, Гаскони, при невыясненных обстоятельствах умер Ричард II.
Здесь были казнены противники Ричарда Глостера сэр Томас Воган, Ричард Грей (единоутробный брат короля Эдуарда V), Энтони Вудвилл, 2-й граф Риверс (дядя короля Эдуарда V) и сэр Ричард Хоут. Глостер обвинил этих четверых в организации покушения на его жизнь и в заговоре против монарха. Их отправили в замок Понтефракт, принадлежавший герцогу. 25 июня 1483 года приближённый Глостера Ричард Рэтклифф, действовавший по его повелению, приехал в Понтефракт и приказал обезглавить всех пленников. Их обнажённые тела бросили в общую могилу.

### Тюдоровский период
В 1536 году замок Понтефракт был передан Томасом Дарси лидерам Благодатного паломничества, католического мятежа против политики короля Генриха VIII в отношении Римско-католической церкви и планомерного роспуска монастырей. В дальнейшем лорд Дарси был казнён по обвинению в предательстве.
В 1541 году, во время следствия по делу о неверности супруги короля, Екатерины Говард, было заявлено, что она в замке Понтефракт прелюбодействовала с сэром Томасом Калпепером, придворным Генриха VIII.

### Цитадель роялистов
В 1644 году замок, оплот английских роялистов, был разорён, а позже три раза осаждался войсками сторонников перламента. Оливер Кромвель, генерал-лейтенант парламентской армии, назвал замок Понтефракт одним из «сильнейших внутренних гарнизонов государства».
Во время Второй гражданской войны в Англии уже сильно обветшавший замок был разрушен местными жителями, посчитавшими, что строение как магнит притягивает неприятности. В настоящее время от замка остались только подвалы, использовавшиеся во время Английской революции для хранения боеприпасов.